# Schneeberg (Niederösterreich)
 For alternative betydninger, se Schneeberg. (Se også artikler, som begynder med Schneeberg)
Schneeberg er det højeste bjerg i Niederösterreich med en højde på 2.076 m og det østligste bjerg i Alperne på over 2.000 meter. Det er et karakteristisk kalkstensmassiv hvor tre af siderne er bratte.
Schneeberg er en del af de Nordlige kalkalper i grænseområdet mellem Niederösterreich og Steiermark i den østlige del af Østrig. Schneeberg og bjerget Rax (2.007), som ligger 13 km mod sydvest, regnes som Wiens lokale bjerge (Hausberge). Dette rige karstplateau har givet drikkevand til Wien via en 120 km lang vandledning siden 1873, og det hævdes, at dette er det bedste drikkevand i verden.
På klare dage kan man se Schneeberg fra dele af Wien, som ligger 65 km derfra (i luftlinje), med de snedækkede sletter som strækker sig ned fra de nordlige bjergsider selv om sommeren.
En tandhjulsbane, Schneebergbahn, som er over 100 år gammel, går op til omkring 1.800 meter og forkorter længden af en vandretur til toppen til en time eller to.